# BBC Scottish Symphony Orchestra
Das BBC Scottish Symphony Orchestra ist ein zur British Broadcasting Corporation (BBC) gehörendes Orchester in Schottland.
Das Orchester wurde 1935 vom schottischen Komponisten und Dirigenten Ian Whyte unter dem Namen „BBC Scottish Orchestra“ gegründet und war zunächst in Edinburgh, später in Glasgow beheimatet. Der Schwerpunkt des Orchester-Repertoires liegt auf wenig bekannter Romantik und zeitgenössischer Musik; dazu gehören auch Uraufführungen von Werken schottischer und wichtiger ausländischer Komponisten. Unter anderem arbeitete es mit Komponisten wie Benjamin Britten, Dmitri Schostakowitsch, György Kurtág oder Tan Dun zusammen.
Das Orchester konzertiert – neben Reisen ins Ausland – regelmäßig bei den BBC Proms in London, dem Edinburgh Festival und dem Cheltenham Festival. In jeder Saison findet eine ausgedehnte Tournee durch Schottland statt, die neben größeren Städten auch die Provinz berücksichtigt. Platten- bzw. CD-Aufnahmen entstanden insbesondere für die Labels Naxos, Marco Polo, Koch-Schwann und Hyperion.
Ab Januar 2003 war der 1976 in Israel geborene Ilan Volkov Chefdirigent des Orchesters (zugleich der bislang jüngste Chefdirigent eines BBC-Orchesters). 2006 kehrte das Orchester in seine Hauptspielstätte zurück, die Glasgow City Halls, die mehrere Jahre lang renoviert worden waren. 2009 übernahm Donald Runnicles die musikalische Leitung des Orchesters. 2016 wurde Thomas Dausgaard Chefdirigent; sein Assistent war 2018–20 Joel Sandelson. Aktuell wird das Orchester durch Ryan Wigglesworth geleitet, der 2022 zum Chefdirigenten ernannt wurde.
Jonathan Harvey war von 2005 bis 2008 Composer in Association des Orchesters.
Zur BBC gehören mit dem BBC Philharmonic, dem BBC National Orchestra of Wales, dem BBC Symphony Orchestra und dem BBC Concert Orchestra noch weitere Klangkörper.

## Erste Dirigenten
- 1935–1946: Guy Warrack
- 1946–1960: Ian Whyte
- 1960–1965: Norman Del Mar
- 1965–1971: James Loughran
- 1971–1977: Christopher Seaman
- 1978–1980: Karl Anton Rickenbacher
- 1983–1993: Jerzy Maksymiuk

## Chefdirigenten
- 1996–2002: Osmo Vänskä
- 2003–2009: Ilan Volkov
- 2009–2016: Donald Runnicles
- 2016–2022: Thomas Dausgaard
- seit 2022: Ryan Wigglesworth